# The Flock

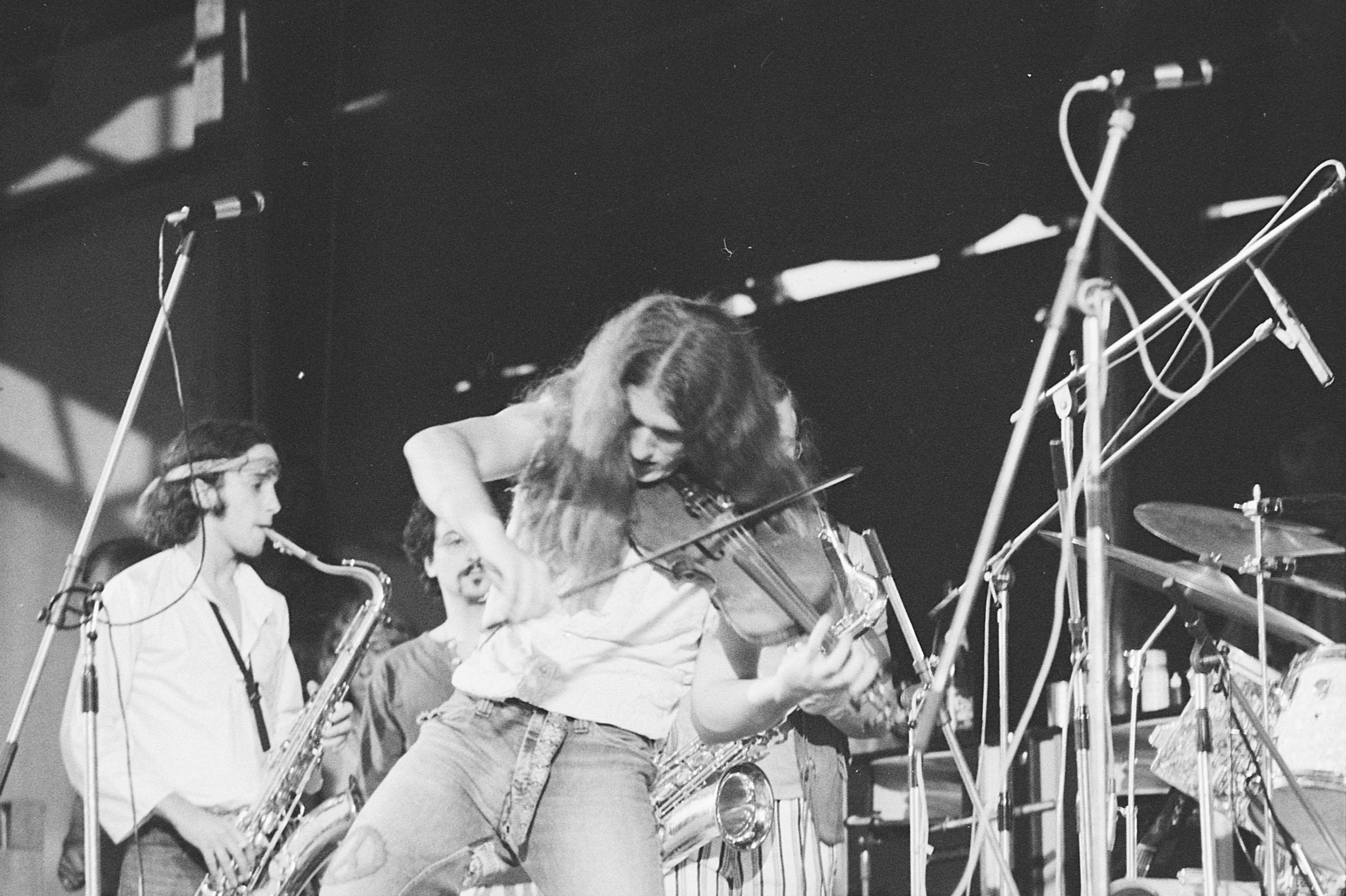
The Flock (Kralingen, 1970)

The Flock (dt. der Schwarm, die Herde) war eine US-amerikanische Rockband, die oft mit Gruppen wie Chicago, Colosseum oder Blood, Sweat & Tears verglichen wird. Ihre komplexe Musik vermischte Rock, Jazz, Blues und andere Stile. Dabei setzten sie für Rockmusik eher ungewöhnliche Instrumente ein, wie Saxofon und elektrisch verstärkte Geige. John Mayall bezeichnete sie als die „beste amerikanische Band“, die er je gehört habe.

## Bandgeschichte
The Flock wurde 1965 von Rick Canoff (Gesang, Saxofon) und Fred Glickstein (Gesang, Gitarre, Keyboards) gegründet. Beide hatten zuvor schon in einer Band namens The Exclusives zusammengespielt. Mit verschiedenen Begleitmusikern hatten sie mehrere Singles aufgenommen.
1969 hatte sich die Gruppe zu einem Septett erweitert, mit Jerry Goodman (Geige), Jerry Smith (Bass), Ron Karpman (Schlagzeug), John Gerber (Saxofon, Querflöte, Banjo) und Tom Webb (Saxofon, Querflöte) als weiteren Mitgliedern. In diesem Jahr erschien ihr vielbeachtetes, aber kommerziell enttäuschendes, Debütalbum „The Flock“.
1970 trat The Flock beim Bath Festival of Blues and Progressive Music u. a. mit Led Zeppelin auf. 1970 erschien das zweite Album „Dinosaur Swamps“, das hinter den Erwartungen zurückblieb.
1971, während der Arbeit am dritten Album „Flock Rock“, löste sich die Gruppe auf; das Album blieb unvollendet und wurde nicht veröffentlicht. Jerry Goodman wirkte auf John McLaughlins Album „My Goal's Beyond“ mit und wurde Gründungsmitglied von dessen Fusion-Band Mahavishnu Orchestra.
1973 kam es zur Neuformierung als Quintett mit dem Geiger Mike Zydowsky, die das Album „Inside Out“ einspielte und auf Tour ging. 2004 erschien ein Livealbum mit Aufnahmen von der Europatournee 1973.

## Diskografie

### Studioalben
- The Flock (1969)
- Dinosaur Swamps (1970)
- Inside Out (1975)
- Live in Europe 1973 (2004)

### Sonstige
- Doppel-CD mit den ersten beiden Alben (Label: Bgo - Beat Goes on, 2002)
- Flock Rock: Best of the Flock (Sony, 1993)

mit Stücken von den ersten beiden Alben sowie einigen unveröffentlichten Tracks
- Truth - The Columbia Recordings 1969-1970 (2017)